# Schroederella pectinulata
Schroederella pectinulata är en tvåvingeart som först beskrevs av Leander Czerny 1931.  Schroederella pectinulata ingår i släktet Schroederella och familjen myllflugor. Inga underarter finns listade i Catalogue of Life.